# Herbier Bolus

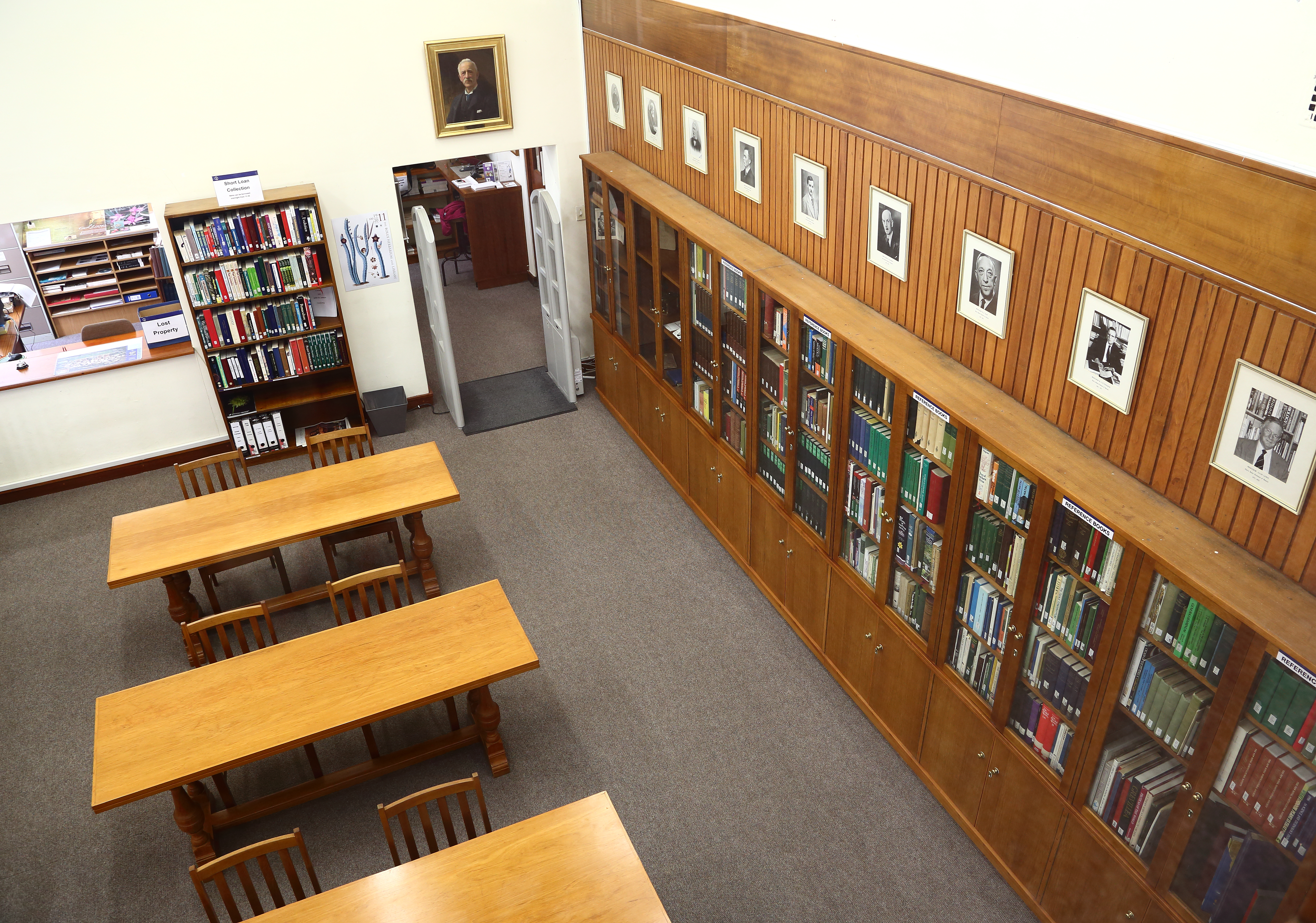
Bibliothèque de l'herbier Bolus, université du Cap.

L'herbier Bolus ou Bolus Herbarium est créé en 1865 à partir du legs par Harry Bolus de son herbier et de sa bibliothèque à l'université du Cap en Afrique du Sud.

## Présentation
Avec une collection de 320 000 spécimens c'est le troisième plus important herbier d'Afrique du Sud, et également le troisième herbier universitaire de l'hémisphère Sud. La collection donne une bonne représentation de la flore du Cap et abrite également un grand nombre de spécimens africains.
L'abréviation internationale de l'herbier est  BOL.